# Бродовица
Бродовица — деревня в Никольском районе Вологодской области.
Входит в состав Пермасского сельского поселения, с точки зрения административно-территориального деления — в Пермасский сельсовет.
Расстояние по автодороге до районного центра Никольска — 34 км, до центра муниципального образования Пермаса — 6 км. Ближайшие населённые пункты — Пахомово, Пермас, Березово.
По переписи 2002 года население — 14 человек.